# Centrale La Grande-4
L'aménagement La Grande-4 (LG-4) consiste en une centrale hydroélectrique et un barrage érigés sur La Grande Rivière par la Société d'énergie de la Baie James (SEBJ) pour le compte d'Hydro-Québec dans la région administrative du Nord-du-Québec, au Québec. Cette centrale, construite dans le cadre de la phase 1 du projet de la Baie-James, a une puissance installée de 2 779 MW. Elle a été mise en service en 1984.
La construction du barrage a donné naissance au réservoir La Grande-4, qui se classe parmi les lacs artificiels les plus importants du monde avec une surface de 765 km2 et un volume de 19,5 km3,.

## Histoire
Dès juillet 1972, une petite équipe de travailleurs est chargée d'étudier deux sites possibles pour la centrale LG-4.  Trois ans plus tard, en 1975, alors que le site est choisi, une centaine de travailleurs commencent à sonder le roc et à mettre en place les premières infrastructures. La même année, une première route d'hiver se rend au site en passant par LG-3. L'année suivante, 80 trous de forage sont réalisés aux emplacements de la future galerie de dérivation. L'idée d'une centrale souterraine est alors abandonnée. 
En mars 1978, les travaux de percement de la galerie de dérivation, sur une longueur de 670 m traversant la montagne du site, débutent. Pour y arriver, plus de 375 000 m3 de roc sont retirés.
Un mois plus tard, les travaux pour rendre la route permanente en été se terminent. De plus, au même moment, un aéroport muni d'une piste de 1645 m est aménagé à 27 km du campement.
En mai, la niche servant pour abriter la centrale au coeur de la montagne est commencée. Chacune des pierres retirées à la montagne servent à l'enrochement du barrage par la suite.
Au parallèle des travaux du printemps 1978, on voit apparaitre un village, nommé Keyano signifiant « chez nous » en langue crie, en bordure du lac Thomas à 7 km du chantier. En vu d'héberger 3500 travailleurs, la SEBJ met en place un réservoir d'eau potable, un système d'aqueduc, un système de chauffage, une central électrique au diesel, un centre d'accueil, un centre d'information, un magasin général, un casse-croûte, un centre sportif, un centre social féminin et une école. Dès 1979, un carnaval d'hiver est inauguré, ainsi qu'une nouvelle cafétéria, un petit centre d'achat, une taverne, une buanderie, une aréna, le poste de prévention des incendies et un cinéma.
Les travaux s'enchaînent rapidement sur le canal de dérivation. En août 1978, on procède au bétonnage des portails amont et aval du canal et, en février 1979, on y fait pénétrer la rivière.
Le barrage commence à surgir de terre avec l'épandage de la première couche de moraine en aout 1979. La centrale nécessite à terme plus de 21 millions m3 de matériaux de remblai. En novembre, c'est au tour du percement des 9 conduites forcées, à partir desquelles l'eau sera acheminée ultimement jusqu'à la turbine, de commencer sur une distance de 316 m. 
À l'hiver 1980, des équipes s'affairent au détournement de la petite rivière Stéphane avant la crue du printemps, ce qui est accompli le 29 mars. La vallée où la rivière coulait auparavant est bouchée avec l'aide de la plus grande digue du Complexe La Grande, la digue QA 8. Au moment où la dérivation de la rivière Stéphane est accomplie, le chantier commence la pente du coursier de l'évacuateur. Cette pente entraîne le retrait de 2,5 millions m3 de roc.
Le chantier de LG-4 est raccordé à l'hydroélectricité via une ligne de transport provenant de LG-2 le 5 aout 1980. Ce raccordement permet alors des économies de 18 millions de litres de carburant par an pour alimenter les génératrices, bien que la centrale au diesel continue d'opérer.
À l'automne 1980, un problème survient autour du dégagement de la digue QA-1 au nord-ouest du chantier, puisqu'il y a présence de dépôts alluvionnaires laissés par le passage des glaciers. À 25 m de profondeur, le sillon du dépôt se rétrécit et, rapidement, on passe de la rétrocaveuse à la benne traînante, puis à la pelle à main pour tout dégager. Plus de 80 000 m3 d'alluvions sont dégagés jusqu'à l'été 1981. Une fois fait, les équipes s'affairent à continuer l'excavation de son para-fouille du côté sud et au bétonnage des fondations du côté nord.
Du 28 février au 1er mars 1981, LG-4 accueille les jeux inter-chantiers d'Hydro-Québec qui offrent l'occasion aux travailleurs des différents chantiers de fraterniser et de s'affronter à l'amiable dans plusieurs activités sportives.
Les 9 conduites forcées d'acheminement sont terminés d'être bétonnées le 1er juillet. Dès lors, d'intenses travaux de 10 000 injections de coulis sont nécessaires pour assurer l'absence de faille entre le roc et le béton. Bientôt, à l'automne 1981, l'installation du système de vannage est en cours.
Le 26 septembre 1981 le barrage de LG-4 est terminé et atteint 125 m de haut. Il est constitué de plus de 21 millions de m3 de sable, de roc et de gravier installés en trois ans, soit un an de moins que prévu. Aux alentours de la même date, des travaux de remblais bouchent une importante vallée située à 15 km du campement avec plus de 3,2 millions m3 de matériel.
Les cylindres d'acier, gigantesques, servant à renforcer les conduites forcées commencent à être livrés et la conduite numéro 1 est tapissée de ces soutiens indispensables en novembre 1981. Deux mois plus tard, en janvier 1982, une équipe de 20 personnes procède à l'installation de la  première turbine. Ils doivent d'abord installer les cônes d'aspirateurs.
En avril 1982, des équipes travaillent à réaliser un pont reliant la prise d'eau du réservoir à la crête du barrage. Pour ce faire, une poutre de 41,5 m de long est placée en tandem par deux grues.
La plus grande digue de la centrale LG-4, la digue QA-8, est terminée le 28 août. Il s'agit de la dernière étape avant la mise à l'eau du réservoir. Bien que la fermeture des vannes de dérivation de cette digue doit attendre, une vanne est fermée pour la digue de la rivière Stéphane, débutant ainsi une lente montée des eaux du réservoir. 
Au milieu de l'année 1982, les quatre premières bâches spirales sont en place. En août, s'amorce l'enrobage des bâches de béton. Le 31 décembre, la première bâche disparaît sous le béton; un an plus tard, c'est au tour de la dernière bâche.
La deuxième vanne de la galerie de dérivation est fermée le 20 mars 1983 lors d'une cérémonie pour les travailleurs. 24 heures plus tard, le niveau du réservoir est déjà 10 m plus haut. Plus le réservoir prend de la superficie, plus sa montée est lente, on observe alors une montée des eaux moyenne de 1 m par jour pendant les trois premiers mois.
L'installation des pylônes du poste de départ vers le poste de Tilly est légèrement différente à LG-4. En effet, au lieu d'utiliser les classiques pylônes à chaînette, on choisit des pylônes plus solides et capables de résister au verglas formé par la bruine qui s'échappe des évacuateurs de crues en hiver.
Le 21 octobre 1983, alors que l'évacuateur de crue vient à peine d'être ouvert, le chantier procède à la descente du premier rotor dans la centrale.
Enfin, le 27 mai 1984 est inaugurée officiellement la centrale en la présence de René Lévesque. Quelques 50 journalistes ainsi que des représentants des entreprises ayant travaillé sur la centrale, du milieu financier et des compagnies d'électricité voisines sont également présents pour l'événement. Les premiers kilowatts générés, contrairement à LG-2, viennent combler une demande extérieure et non intérieure.

## Caractéristiques

### Lac de retenue
Le réservoir La Grande-4 dispose d'un volume utile de 7,16 km3, sur un volume total de 19,5 km3. Le niveau de sa surface varie en conséquence d'une dizaine de mètres en fonctionnement normal, entre 366 m et 377 m d'altitude.

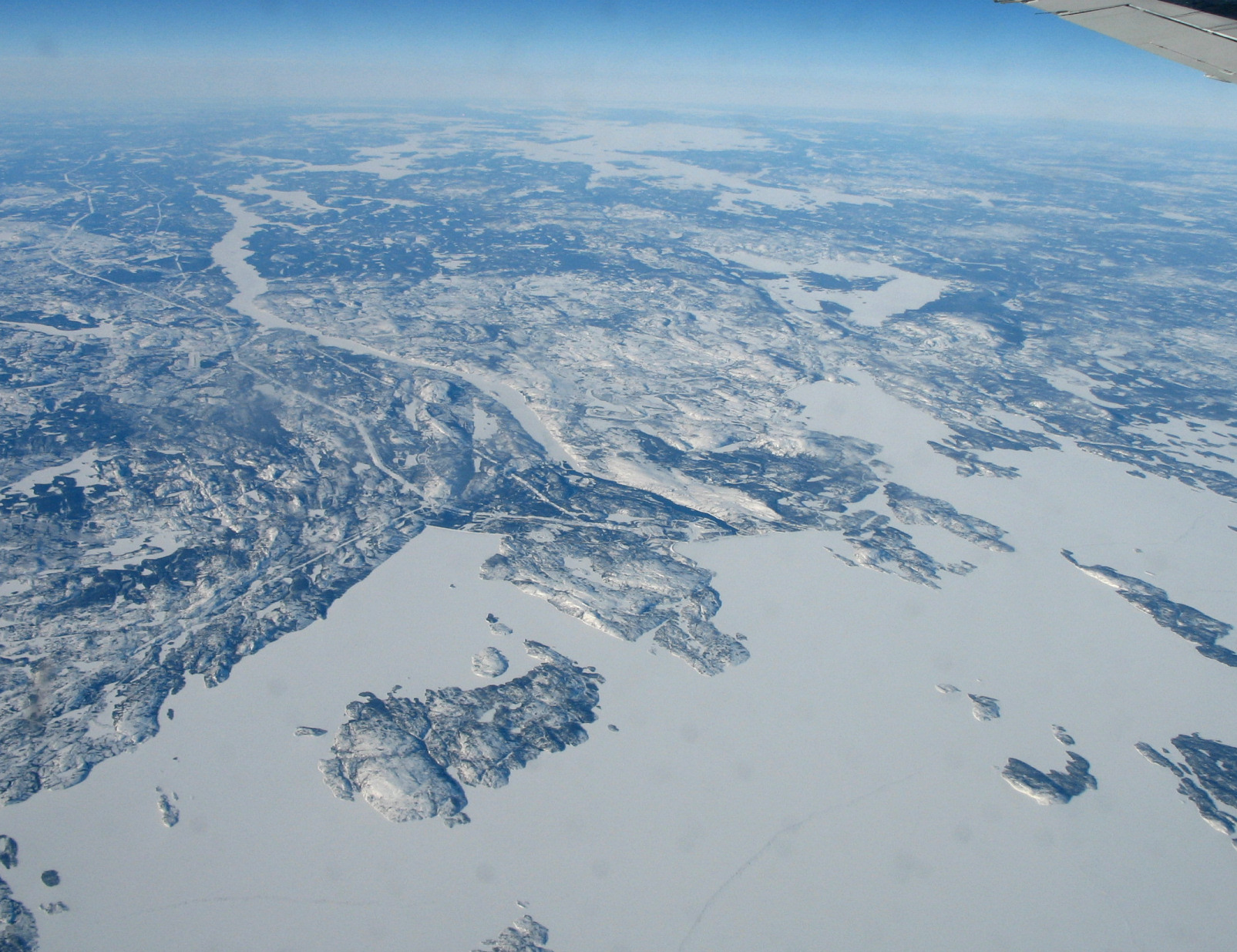
Vue aérienne du réservoir de LG-4

### Centrale hydroélectrique
La centrale hydroélectrique La Grande-4 est équipée de 9 turbines Francis de 308 MW chacune, totalisant une puissance installée de 2 779 MW,,. Cette puissance la classe au deuxième rang des centrales québécoises, derrière la centrale Robert Bourassa. Elle exploite une hauteur de chute de 116,7 mètres, avec un débit d'équipement de 2 520 m3/s. 
Sa production électrique moyenne était évaluée à 14,1 TWh/an avant sa mise en service, à 14,6 TWh/an en 2000 et à 13,67 TWh/an en 2017.

## Archéologie
Étant donné que la construction de la centrale LG-4 inonde une grande superficie de territoire, des fouilles archéologiques ont lieu dans le réservoir avant sa mise en eau. Composés de neuf Allochtones et de six Cris de Chisasibi, l'équipe de chercheurs travaille le long de la rivière Laforge. Ces fouilles viennent en quelque sorte compléter les fouilles entrepris près du lac Tilly, à 100 kilomètres de LG-4, en 1980.

## Environnement
Puisque la centrale LG-4 est construite à l'aide de 9 digues seulement et que celles-ci se situent directement sur le territoire inondé, les dommages pour l'environnement sont concentrés au même endroit, contrairement aux autres centrales du complexe la Grande. Néanmoins, plus d'un million de plants d'espèces différentes sont repiqués. Des travaux de déboisement sont également réalisés pour y permettre la pêche, comme sur un lac naturel. De plus, deux îlots abritant régulièrement des balbuzards pêcheurs sont identifiés comme des zones protégées.

## Feux de forêt de 2023
Alors que le Québec traverse une intense période de canicule accompagnée de feux de forêt, des incendies s'approchent de la route Transtaiga, seule voie d'accès terrestre aux centrales de LG-3 et LG-4. Hydro-Québec décide alors d'évacuer les travailleurs de LG-4 le 21 juin 2023 par avion en direction du sud du Québec.